# Walfangstation
Eine Walfangstation, auch Landstation genannt, ist eine fabrikähnliche Anlage zum Verarbeiten erlegter Wale zu Tran und anderen Produkten. Walfangstationen wurden weltweit betrieben und finden sich oft in abgelegenen Gebieten nahe der Walfanggebiete, beispielsweise in Südgeorgien. Im Jahr 1951 gab es weltweit 45 Walfangstationen mit insgesamt 182 Fangbooten. Heute sind fast alle Anlagen stillgelegt. Lediglich auf Island (Hvalfjördur), in Norwegen und Japan (Stand 2013) werden noch Stationen betrieben.

## Aufbau einer Walfangstation

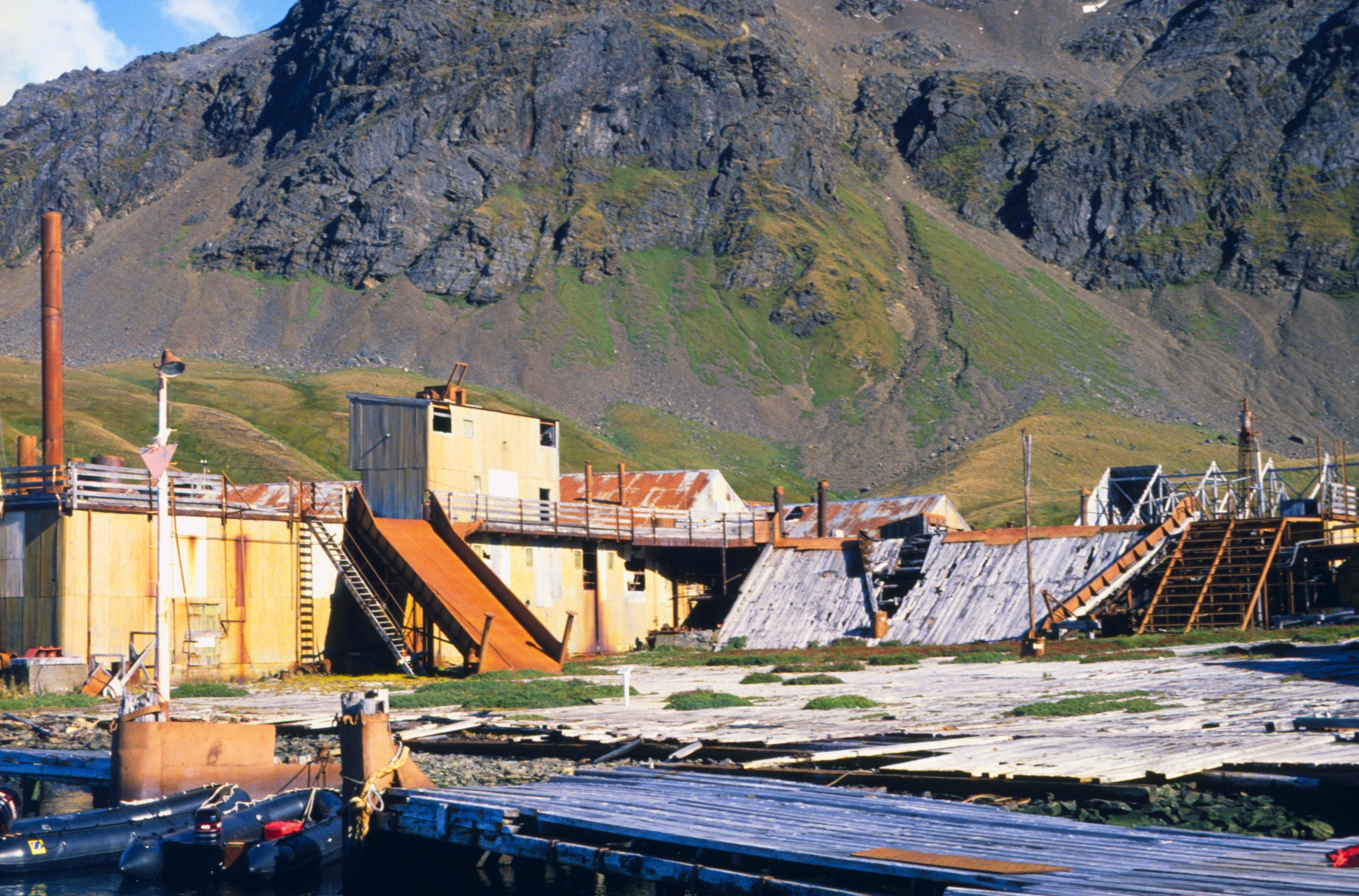
Flensplan der Station Grytviken

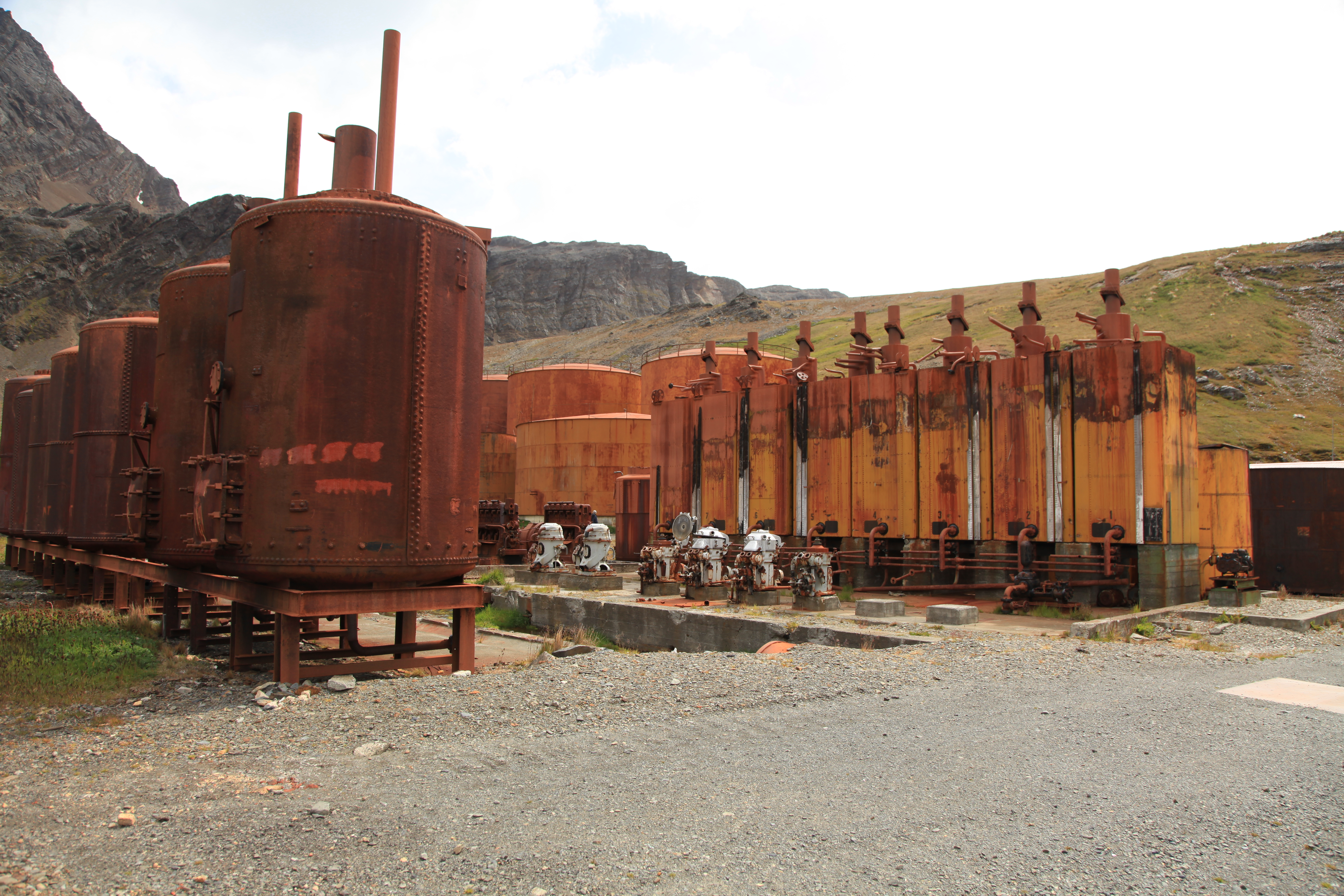
Separatoren für das Walöl

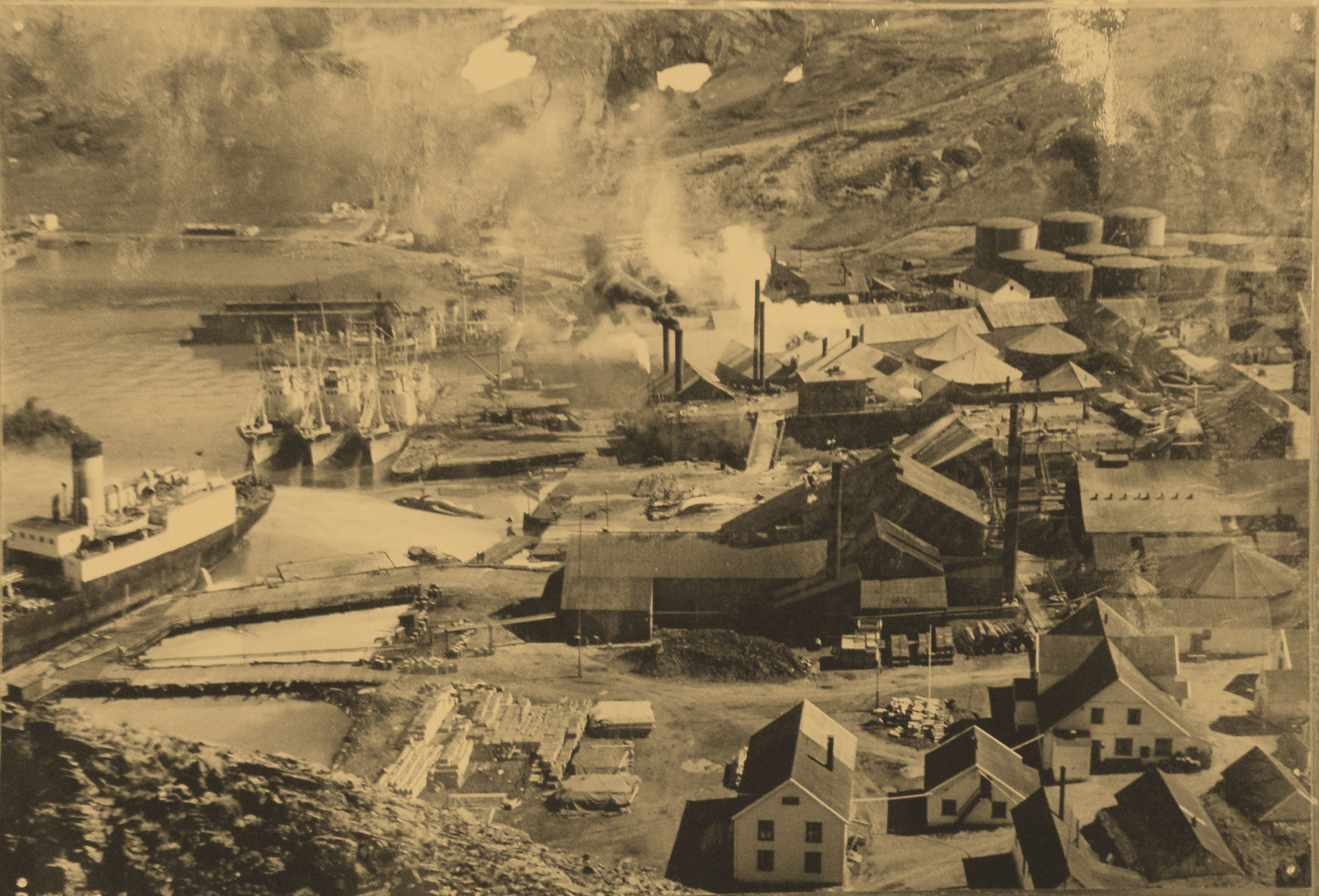
Historisches Foto von Grytviken

Die Wale werden von Fangbooten auf hoher See harpuniert und zur Station geschleppt. Dort wird der tote Wal mittels Winden über eine Rampe aus dem Meer auf einen Zerlegeplatz, den Flensplan, gezogen. Zunächst lösen Arbeiter mit Flensmessern die dicke Speckschicht des Wales ab. Der Speck wird in der Kocherei der Anlage zu Walöl weiterverarbeitet. Dieses wird in großen Tanks gelagert. Nachdem der Speck entfernt ist, erfolgt das „Lemmen“: Die Eingeweide des Walkadavers werden entfernt und dieser wird mit Knochensägen, die zu früherer Zeit dampfbetrieben waren, weiter zerlegt. Das Fleisch wird herausgelöst und in der Anlage zu Fleischmehl, Gefrierfleisch oder früher auch zu Pökelfleisch verarbeitet. Auch aus den Knochen wird Mehl hergestellt, das als Futter- oder Düngemittel dient.
Früher befanden sich Walfangstationen oft in entlegenen Gebieten wie der Antarktis, weshalb diese neben der Fabrik noch aus Wohnräumen für die Arbeiter und die Besatzung der stationierten Fangboote bestanden. Auch ein Verwaltungsgebäude mit Labor, eine Funkstation sowie Lagerhäuser für Vorräte und Ausrüstung gab es auf den Stationen. Die großen Stationen in abgelegenen Regionen wie Südgeorgien verfügten teilweise selbst über Schwimmdocks, um die Fangboote vor Ort in Stand setzen zu können.

## Tourismus
Heute beherbergen einige ehemalige Stationen ein Museum, beispielsweise die Cheyne Beach Whaling Station in Western Australia. Auch dem Verfall überlassene Stationen, wie in Grytviken in Südgeorgien, können vereinzelt besichtigt werden.